# Syneuodynerus siegberti
Syneuodynerus siegberti är en stekelart som beskrevs av Gusenleitner. Syneuodynerus siegberti ingår i släktet Syneuodynerus och familjen Eumenidae. Inga underarter finns listade i Catalogue of Life.